# Walentina Semjonowna Serowa

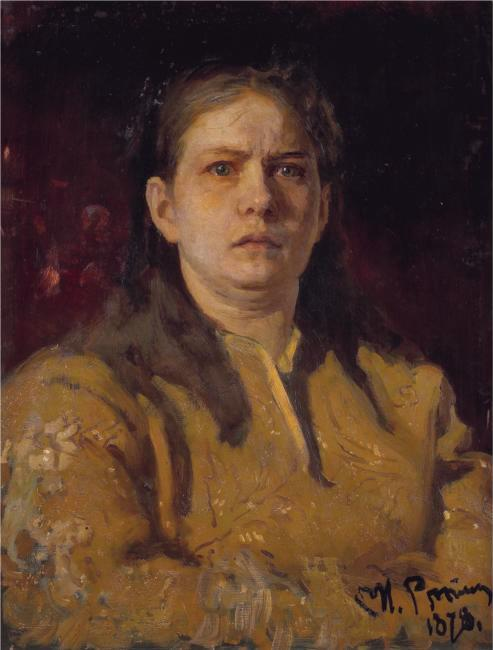
Walentina Semjonowna Serowa (Ilja Jefimowitsch Repin (Studie für das Gemälde Großfürstin Sofia Alexejewna im Nowodewitschi-Kloster 1698), 1878, Konstantinpalast)

Walentina Semjonowna Serowa, geboren Bergman, (russisch Валентина Семёновна Серова, урожд. Бергман; * 1846 in Moskau; † 26. Juni 1924 ebenda) war eine russische  bzw. sowjetische Komponistin und Musikkritikerin.

## Leben
Walentina Bergman stammte aus einer russisch-orthodox- oder lutherisch-konvertierten jüdischen Familie. Ihre Eltern Semjon Jakowlewitsch Bergman und Augustine Karlowna geborene Gudson (aus Hamburg) besaßen einen Kolonialwarenladen in Moskau und schickten sie auf eine private Mädchenschule. Ab dem Alter von 6 Jahren erhielt sie Klavierunterricht.
Die Russische Musikgesellschaft schickte Walentina Bergman 1862 mit einem Stipendium zum Studium am Sankt Petersburger Konservatorium in Anton Rubinsteins Klasse. Sie nahm Unterrichtsstunden bei Alexander Serow (1820–1871), den sie 1863 mit Aufgabe des Studiums am Konservatorium heiratete. Wladimir Odojewski notierte dies im November 1863 in seinem Tagebuch mit dem Bemerken, dass die Studentin und Stipendiatin alle Fugen Bachs auswendig kenne.
Mit ihrem Mann gab Walentina Serowa 1867 in St. Petersburg die Musikzeitschrift Musika i Teatr heraus, die aber nur ein Jahr lang existierte. Sie wurde bekannt mit Iwan Turgenew, Pauline Viardot-García, Lew Tolstoi, Richard Wagner und Franz Liszt. Viele Jahre lang unterhielt sie freundschaftliche Beziehungen zu Ilja Repin, Mark Antokolski, Fjodor Schaljapin und Sawwa Mamontow.
Nach dem Tod ihres Mannes 1871 vollendete Serowa dessen Oper Wraschja sila (Des Feindes Macht) zusammen mit Nikolai Solowjow. Die Uraufführung fand 1875 statt. Sie veröffentlichte die Partitur der Oper Judif (Judith) und sammelte die Aufsätze ihres Mannes über Musik, die sie in 4 Bänden herausgab. Sie verfasste Aufsätze über die Kunst der Oper und schrieb Memoiren über ihre Treffen mit Lew Tolstoi und auch über ihren Mann und ihren Sohn Walentin.
In zweiter Ehe heiratete Serowa den Arzt  Wassili Nemtschinow, mit dem sie zwei Kinder bekam. Er starb 1881.
Serowa bemühte sich um Musikaufklärung und -entwicklung in der Volkskultur und war eine der Gründerinnen der Moskauer Gesellschaft zur Förderung des Aufbaus allgemeinbildender Volksunterhaltung, deren Ehrenmitglied sie dann war. Im Zusammenhang damit stand sie unter geheimer Polizeiüberwachung. Ihre Schwester Adelaida Simonowitsch gehörte mit ihrem Mann, dem Kinderarzt Jakow Simonowitsch, zu den Begründern der russischen Vorschulerziehung mit Gründung eines Kindergartens 1866.
Serowa starb am 26. Juni 1924 in Moskau und wurde auf dem Nowodewitschi-Friedhof begraben.

## Serowas Opern
- Uriel Acosta nach Karl Gutzkows gleichnamigem Drama in der Übersetzung von Pjotr Weinberg, Libretto von Pawel Blaramberg (Uraufführung im April 1885 im Moskauer Bolschoi-Theater, weitere Aufführungen in Kiew und St, Petersburg; in einem Brief an Nadeschda von Meck kritisierte Pjotr Tschaikowski die Oper vernichtend und erklärte seine Ablehnung der Bitte Serowas um Unterricht)[5][9]
- Ilja Muromez mit eigenem Libretto[10] (die Aufführung 1899 in Sawwa Mamontows Moskauer Privatopernbühne mit Schaljapin in der Hauptrolle scheiterte)[5][9]
- Marija d'Orval mit eigenem Libretto (etwa 1902, nicht aufgeführt, verschollen)[5][9]
- Wstrepenulis mit eigenem Libretto (etwa 1909)[5][9]
- Mirojed nach Alexei Potechins Erzählung Chaidewka[5][9]